# Aseraggodes jenny
Aseraggodes jenny är en fiskart som beskrevs av Randall och Gon 2006. Aseraggodes jenny ingår i släktet Aseraggodes och familjen tungefiskar. Inga underarter finns listade i Catalogue of Life.